# Ruthann DeBona
Ruthann DeBona (7 de marzo de 1976-), también conocida con el nombre de Rue DeBona, fue una presentadora de televisión de la WWE.

## Antecedentes
Debona estuvo en una banda de pop llamada Boy Krazy, e interpretó el sencillo "That's What Love Can Do" en 1993.
Debona tuvo apariciones especiales en programas como Law & Order, The Sopranos, Spin City y otros, incluyendo un papel en Mickey Mouse Club en el año 1993.
Ella tuvo un papel en la película They're Just My Friends.

## World Wrestling Entertainment
En 2003, WWE asignó a DeBona como presentadora del programa WWE After Burn. A principios de junio de 2004, DeBona pidió que la liberaran de su contrato con la empresa.

## Vida personal
DeBona está casada con el comentarista Josh Mathews en noviembre de 2006.